# Amir Sjarifoeddin
Amir Sjarifoeddin Harahap (volgens latere Indonesische spelling: Amir Sjarifuddin) (Medan, 27 april 1907 – Surakarta, 19 december 1948) was een communistisch politicus, actief in de onafhankelijkheidsstrijd van Indonesië, en was de tweede minister-president van Indonesië, van 3 juli 1947 tot 29 januari 1948.
Samen met Soetan Sjahrir richtte Amir Sjarifoeddin in 1945 de Socialistische Partij op. Naast minister-president was hij ook minister van informatie in het Kabinet Presidensial en het kabinet-Sjahrir I (1945-1946) en minister van defensie in de kabinetten Sjahrir I, II en III en zijn eigen kabinetten Amir Sjarifoeddin I en II (1945-1948).
Na de mislukte communistische opstand in Madiun op Java in 1948, werd hij door het Indonesische leger gevangengenomen en om het leven gebracht.